# 정지화 (무술가)
정지화(1955년 2월 19일 ~ , 엘튼 청, Elton Chong)는 대한민국의 무술가, 액션 감독, 배우이다. 정지화는 김영일 (배우), 왕호, 왕민덕, 거룡 등의 배우들과 함께 대부분 대한민국에서 일했다. 자신의 작품 대부분을 김정용 감독과 함께한 정지화는 특히 대한민국에 수입된 홍콩 여화들에 종종 출연했다.
1974년 한국 액션 영화 돌아온 외다리로 데뷔했다.

## 참여 작품
- 돌아온 외다리
- 흑표범
- 아무르강
- 당산비권